# Чандракирти
Чандракирти (около 600 – 650 г.) е учен и преподавател в индийския Будистки Университет Наланда. Той е ученик на Нагарджуна и е известен с коментарите си както към работите на своя учител, така и към тези на основния му ученик Арядева. Прочут майстор на дебата, Чандракирти е най-известен със своята интерпретация на философския подход Мадхямака.